# Ascotis lutescens
Ascotis lutescens är en fjärilsart som beskrevs av Wagner. Ascotis lutescens ingår i släktet Ascotis och familjen mätare. Inga underarter finns listade i Catalogue of Life.